# Обресковы
Обресковы (Обрезковы) — русский дворянский род, прослеживаемый по источникам до начала XVII века.
Род Обресковых происходит от выехавшего в Россию из Польши шляхтича Обрыцкого, называвшегося «Обриски». Семён Семёнович Обресков становщик в Шведском походе (1549), а Фёдор Андреевич голова у государева знамени в походе царя Фёдора Ивановича к Серпухову против крымских татар (1596).
Первые известные представители рода — братья: письменный голова Дмитрий и Яков Михайловичи Обресковы, из которых первый (1627-1637) числился дворянином московским, воевода в Тобольске (1630-1631), а второй (1630-1631) упоминается, как ярославский городовой дворянин. Константин Яковлевич, получил от царя Алексея Михайловича поместья в Ярославском уезде.

## Известные представители
- Обресков, Алексей Михайлович (1718—1787), выдающийся дипломат екатерининского времени, посол в Османской империи.
  - Обресков, Пётр Алексеевич (1752—1814) — тайный советник, сенатор, статс-секретарь.
  - Обресков, Михаил Алексеевич (1759—1842) — генерал-кригс-комиссар, сенатор, действительный тайный советник.
    - Обресков, Дмитрий Михайлович (1790—1864) — тайный советник, виленский и тверской губернатор.
    - Обресков, Александр Михайлович (1793—1885) — действительный тайный советник, сенатор, посланник в Штутгарте и Турине[3].
    - Обресков, Николай Михайлович (1802—1866) — надворный советник, был осуждён по делу о краже драгоценностей. Жена — Наталья Фёдоровна Иванова (1813—1875).
- Василий Иванович Обресков — гвардии капитан-поручик, женат на дочери Фёдора Ивановича Ермолова, двоюродный брат Алексея Михайловича, правнук Константина Яковлевича.
  - Обресков, Николай Васильевич (1764—1821) — московский гражданский губернатор, сенатор, тайный советник.
  - Обресков, Александр Васильевич (1757—1811) — генерал от кавалерии, финляндский военный губернатор.
    - Обресков, Василий Александрович (1782—1834) — московский полицмейстер.